# 1395 en Angleterre
Chronologie de l'Angleterre
- 1391
- 1392
- 1393
- 1394
- 1395
- 1396
- 1397
- 1398
- 1399

Cette page concerne l'année 1395 du calendrier julien.

## Naissances en 1395
- 29 mars : Jean Holland, 2e duc d'Exeter
- 5 ou 7 septembre : Reginald West, 6e baron de la Warr (en) et 3e baron West (en)
- Date inconnue : 
  - John Abbotsley, member of Parliament
  - John Acclom, member of Parliament pour Scarborough
  - Giles Daubeney, 6e baron Daubeney
  - James Fiennes, 1er baron Say and Sele
  - Thomas de la More, shérif
  - Reginald Pecock, évêque de Chichester

## Décès en 1395
- 7 février : Robert Dingley, member of Parliament pour le Wiltshire
- 11 mars : Henry Wakefield, évêque de Worcester
- 24 mars : Margaret de Monthermer, 3e baronne Monthermer
- 6 avril : William Stafford, 4e comte de Stafford
- 25 mai : William de Botreaux, 2e baron Botreaux
- 28 mai : John Cary, Chief Baron of the Exchequer
- 17 septembre : John Waltham, évêque de Salisbury
- 20 septembre : Bernard de Brocas, commandant militaire
- 5 décembre : Thomas Appleby, évêque de Carlisle
- Date inconnue : 
  - John Camp, member of Parliament pour Cambridge
  - Roger Corbet, member of Parliament pour le Shropshire
  - Walter Lee, member of Parliament
  - Richard Nash, member of Parliament